# Gnidjazoun
Gnidjazoun ist ein Arrondissement im Departement Zou im westafrikanischen Staat Benin. Es ist eine Verwaltungseinheit, die der Gerichtsbarkeit der Kommune Bohicon untersteht.

## Demografie und Verwaltung
Gemäß der Volkszählung 2013 des beninischen Statistikamtes INSAE hatte das Arrondissement 3844 Einwohner, davon waren 1777 männlich und 2067 weiblich.
Von den 66 Dörfern und Quartieren der Kommune Bohicon entfallen drei auf Gnidjazoun: Adamè-Adato, Aligoudo und Gnidjazoun.